# Birdy (romance)
Birdy é um romance de 1978 escrito por William Wharton.
Foi o primeiro romance publicado de Wharton, e foi publicado quando ele tinha mais de 50 anos de idade. Ele ganhou o National Book Award por seu primeiro romance, e foi adpatado para um filme homônimo, dirigido por Alan Parker e estrelado por Matthew Modine e Nicolas Cage.